# 輻射暫花蘭
輻射暫花蘭（学名：Flickingeria tairukounia），又名卵唇金石斛，为蘭科暫花蘭屬下的一个种。产台湾（花莲、台东等南部一带山区）。生于海拔100-1000米的山地岩壁上的杂林中或附生于树干上。
本种的植物体丛生，无明显的匍匐根状茎，唇瓣卵形，不裂，上面无任何突起，可区别于本属的其他国产种。

## 扩展阅读
- 維基物種上的相關：輻射暫花蘭